# Maizerets
Ne doit pas être confondu avec Maizeret ou Maizeray.
Maizerets est un des 35 quartiers de la ville de Québec, et un des neuf qui sont situés dans l'arrondissement La Cité-Limoilou.

## Géographie
Le quartier est délimité approximativement par le fleuve Saint-Laurent (au sud), par une ligne de chemin de fer (à l'ouest), l'autoroute Félix-Leclerc (au nord) et l'avenue D'Estimauville et l'avenue Monseigneur-Gosselin (à l'est). Il est traversé en son centre, du nord au sud, par le boulevard Henri-Bourassa et d'est en ouest par la 18e rue, le boulevard Sainte-Anne et le chemin de la Canardière. Son territoire est découpé dans un plan hippodamien. Le territoire est majorité occupé par une zone résidentielle. Un important secteur portuaire du port de Québec se trouve au sud de Maizerets. Le ruisseau du Moulin, situé à l'intérieur du Domaine de Maizerets, est son seul cours d'eau. Son relief est très plat et son altitude moyenne est de 10 mètres.

## Histoire

### La Canardière
Le territoire du quartier est initialement inclus dans la seigneurie Notre-Dame-des-Anges, l'une des premières concessions de Nouvelle-France, correspondant de nos jours approximativement à Limoilou et Charlesbourg. Dès 1652, cette partie de la seigneurie est occupée par des colons pratiquant l'agriculture de subsistance. En raison de sa proximité avec le fleuve Saint-Laurent, ses battures sont un lieu de rendez-vous pour la pêche et la chasse aux canards. D'ailleurs, le secteur de Maizerets est à cette époque désigné « Canardière » . Avec la construction du chemin du Roy vers 1660, le tronçon de route y passant est nommé chemin de la Canardière, une route toujours existante aujourd'hui. En 1705, le Séminaire de Québec en devient propriétaire. Le Séminaire utilise les terres pour produire les denrées qui lui sont nécessaires (nourriture et bois de chauffage).
Lors du siège de Québec de 1759, les Britanniques s'installent à la Carnadière, mais ils finissent par attaquer du côté de la châtellenie de Coulonge, à l'Anse au Foulon. Lors de la bataille de 1775, les Américains saccagent le site avant de battre en retraite.

### Domaine de Maizerets
Une fois la paix revenue, le Séminaire décide de construire ce qui deviendra le domaine de Maizerets. Le Château Ango de Maizerets, construit en 1777 dans l'architecture du Régime français, devient progressivement le cœur d'un lieu de villégiature fréquenté par les élèves et les prêtres du Séminaire. Le lieu de villégiature prend officiellement le nom de Maizerets en 1849, en l'honneur de Louis Ango de Maizerets, supérieur lors de l'acquisition du territoire. Pendant ce temps, le reste du territoire reste essentiellement agricole, alors que plus à l'ouest, la municipalité de Limoilou (fondée en 1893) se densifie en raison de l'industrialisation.

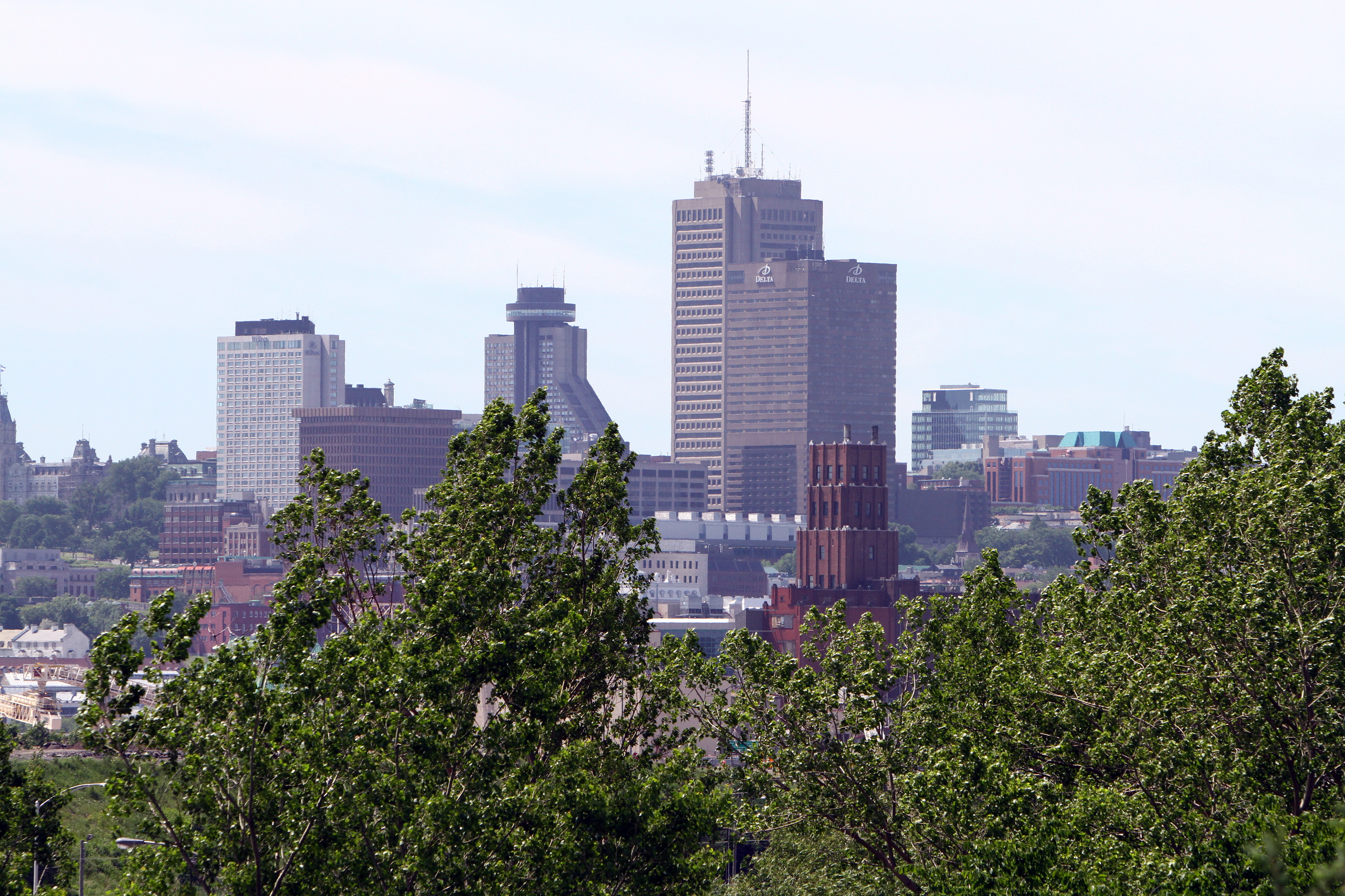
La colline parlementaire de Québec vue depuis le quartier Maizerets.

### Urbanisation
Du côté de Maizerets, il faut attendre le XXe siècle avant que le processus d'urbanisation s'amorce. Quelques résidences bourgeoises sont construites le long du chemin de la Canardière. Une ligne du tramway de Québec traverse le quartier à partir de 1918. En 1923, la paroisse Saint-Pascal-de-Maizerets (ou Saint-Pascal-Baylon) est créée par détachement de la paroisse Saint-Charles-de-Limoilou, délimitant mieux ce qui deviendra le quartier Maizerets. La première église est construite en 1924. Maizerets connaît son premier développement résidentiel dans une formule similaire à celle de Limoilou, inspirée de New York (promoteurs divisant en rues et avenues des parcelles les terres). Le parc Maufils est le principal développement immobilier dans les années 1920. En 1927, l'hôpital de l'Enfant-Jésus s'installe sur le chemin de la Canardière. Le développement résidentiel explose dans les années 1950. Dans les années 1960, les berges au sud du quartier sont remblayées pour faire place à l'autoroute Dufferin-Montmorency ainsi qu'aux vastes installations du port de Québec. En 1979, la ville de Québec acquiert le domaine de Maizerets pour en faire un parc public. Le quartier est officiellement créé en 1988, quand le secteur de Limoilou fut morcelé en trois parties. D'une population d'environ 15 000 habitants, Maizerets est de nos jours l'un des quartiers les plus multiethniques de la ville.

## Portrait du quartier
Maizerets est le quartier le plus à l'est de Limoilou, bordant l'arrondissement de Beauport. C'est un quartier résidentiel qui compte une bonne proportion d'immigrants. La moyenne d'âge des résidents est maintenant assez élevée.
Le secteur commercial d'Estimauville, qui a été négligé depuis longtemps, fait maintenant l'objet d'efforts de revitalisation.
Au conseil municipal de Québec, le quartier est représenté par le district de Maizerets-Lairet.

### Artères principales
- Chemin de la Canardière (route 360)
- Boulevard Henri-Bourassa
- 18e rue / boulevard Sainte-Anne (route 138)
- Avenue D'Estimauville

### Parcs, espaces verts et loisirs

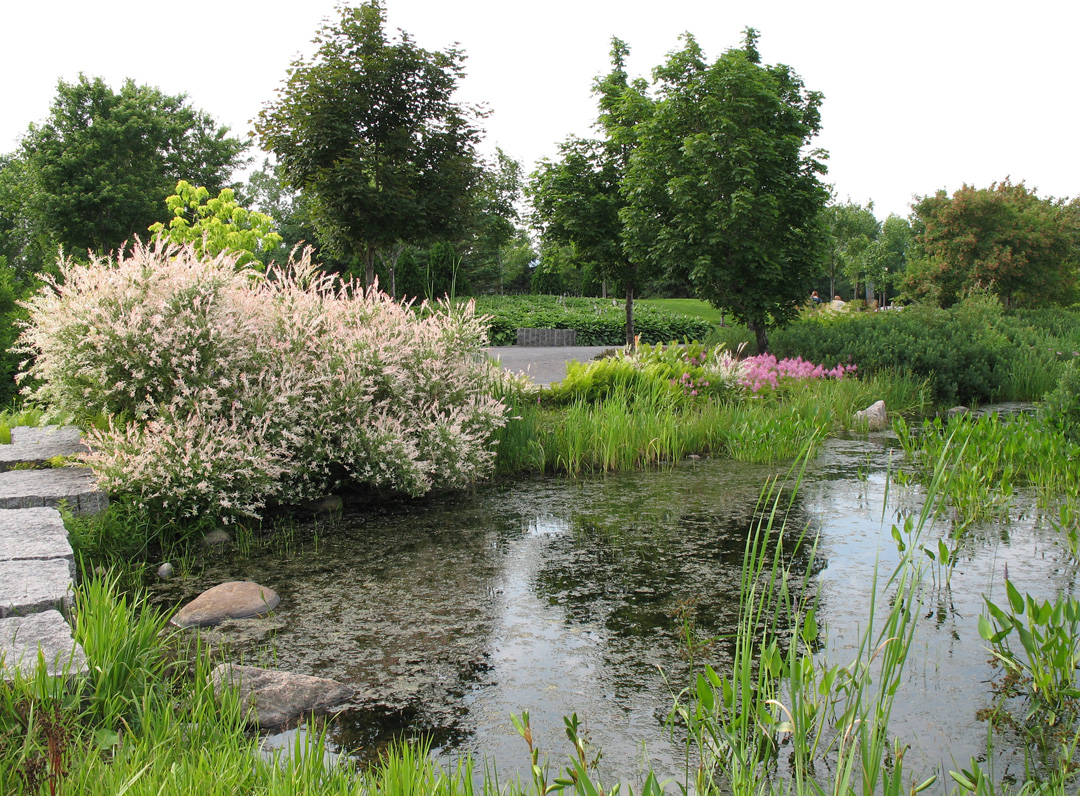
Domaine Maizerets

- Domaine de Maizerets
- Parc Bardy

### Édifices religieux
- Église Bienheureux François-de-Laval (autrefois Saint-Pascal-Baylon)[9] (1949)
- Église Saint-Pie-X[10] (1960, démolie en 2011)

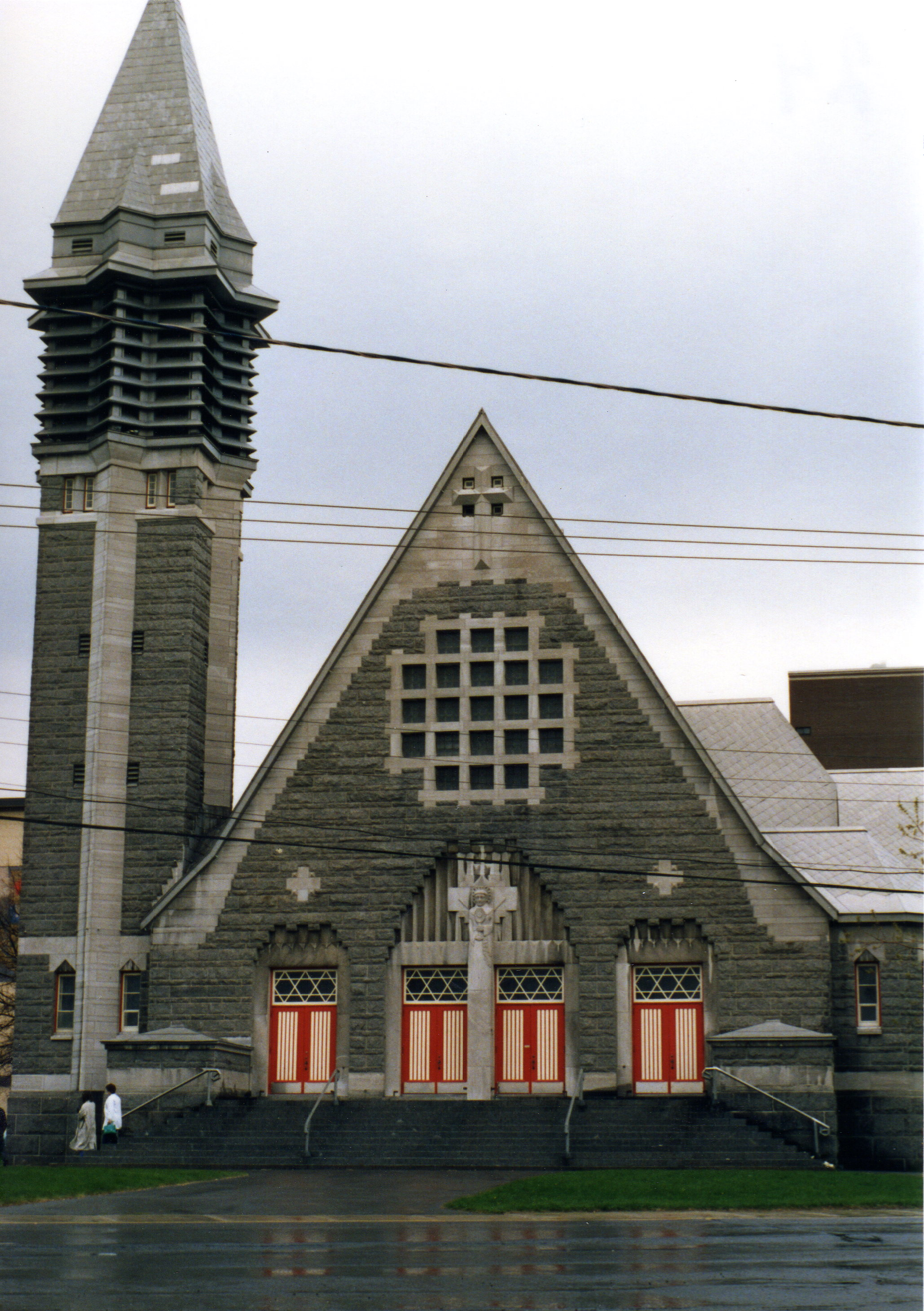
L'église Bienheureux François-de-Laval
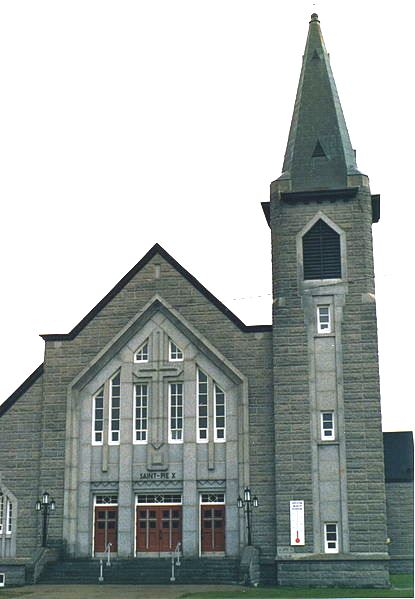
L'église Saint-Pie-X

### Commerces et entreprises
- Zone industrielle de la Canardière (partie)
  - Incinérateur municipal

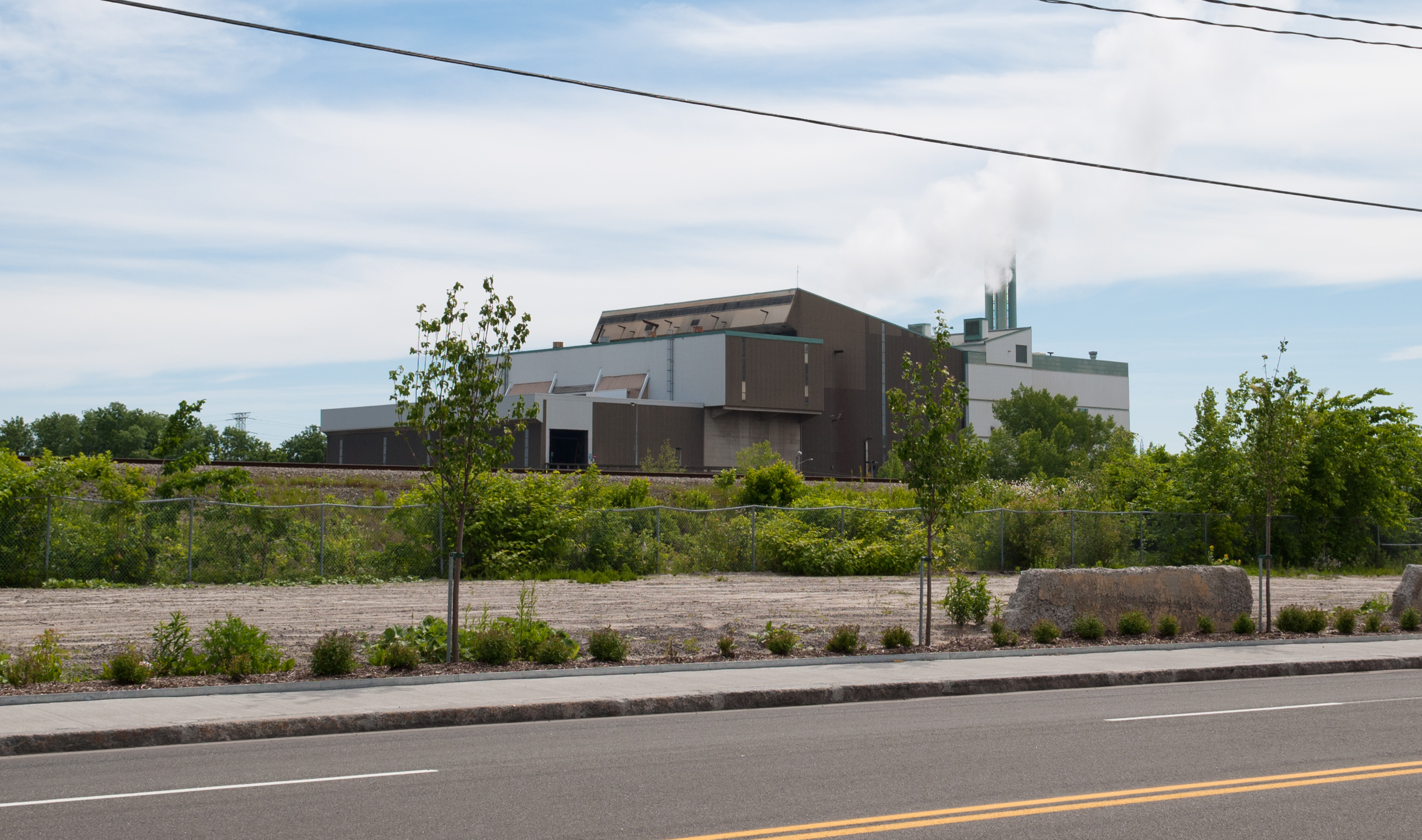
L'incinérateur

- Port de Québec, secteur Beauport (partie)
- Secteur commercial d'Estimauville

### Lieux d'enseignement
- Commission scolaire de la Capitale
  - École des Jeunes-du-Monde (pavillon Bardy)
  - École des Jeunes-du-Monde (pavillon Champfleury)
  - École primaire Dominique-Savio

### Autres édifices notables
Santé et services sociaux :
- Hôpital de l'Enfant-Jésus
- CLSC Limoilou
- Centre d'hébergement de Limoilou
- Institut universitaire de Santé Mentale de Québec
- Les Appartements Saint-Pie X, un des plus grands ensembles de HLM à Québec.

Conseil de quartier de Maizerets
Le Conseil de quartier est un organisme unique, car il est la première instance pour les citoyens qui souhaitent un interlocuteur avec la Ville de Québec dans divers domaines de la vie de quartier. 
Au 28 décembre 2016, Il est composé des personnes suivantes :
- Jérôme Bouchard, secrétaire
- Alain Couillard, administrateur
- Geneviève Hamelin, administratrice non-votante
- Yvan Ouellet, administrateur
- Marcel Paré, administrateur
- Martial Van Neste, président
- Theresa Wiesner, administratrice

Une visite du site du Conseil de quartier de Maizerets permet de prendre connaissance des dossiers du Conseil.  Le Conseil possède également une page facebook.

## Démographie
Lors du recensement de 2016, le portrait démographique du quartier était le suivant :
- sa population représentait 13,5 % de celle de l'arrondissement et 2,7 % de celle de la ville.
- l'âge moyen était de 42,2 ans tandis que celui à l'échelle de la ville était de 43,2 ans.
- 21,8 % des habitants étaient propriétaires et 78,2 % locataires.
- Taux d'activité de 59 % et taux de chômage de 8,1 %.
- Revenu moyen brut des 15 ans et plus : 30 072 $.

| 1996   | 2001   | 2006   | 2011   | 2016   | 2021   |
| ------ | ------ | ------ | ------ | ------ | ------ |
| 14 445 | 14 545 | 14 480 | 14 460 | 14 570 | 14 900 |